# Palazzo delle Faccette
Il Palazzo delle Faccette (in russo Грановитая палата?, Granovitaja palata) è un famoso palazzo del Cremlino di Mosca, ubicato ad Est dell'edificio centrale del Gran Palazzo del Cremlino. È attualmente la parte più antica del complesso palaziale, oltre ad essere l'edificio civile più antico ancora conservato a Mosca.
All'esterno, il Palazzo delle Faccette può essere visto sul lato Sud, e sul lato Est, dove si trova la facciata principale, rivolta direttamente sulla Piazza delle Cattedrali del Cremlino tra la Cattedrale dell'Annunciazione e quella della Dormizione. Il nome del palazzo deriva proprio dalla forma della facciata orientale, decorate con corsi orizzontali di pietra bugnata, che danno l'impressione di trovarsi di fronte ad una superficie sfaccettata.

## Storia

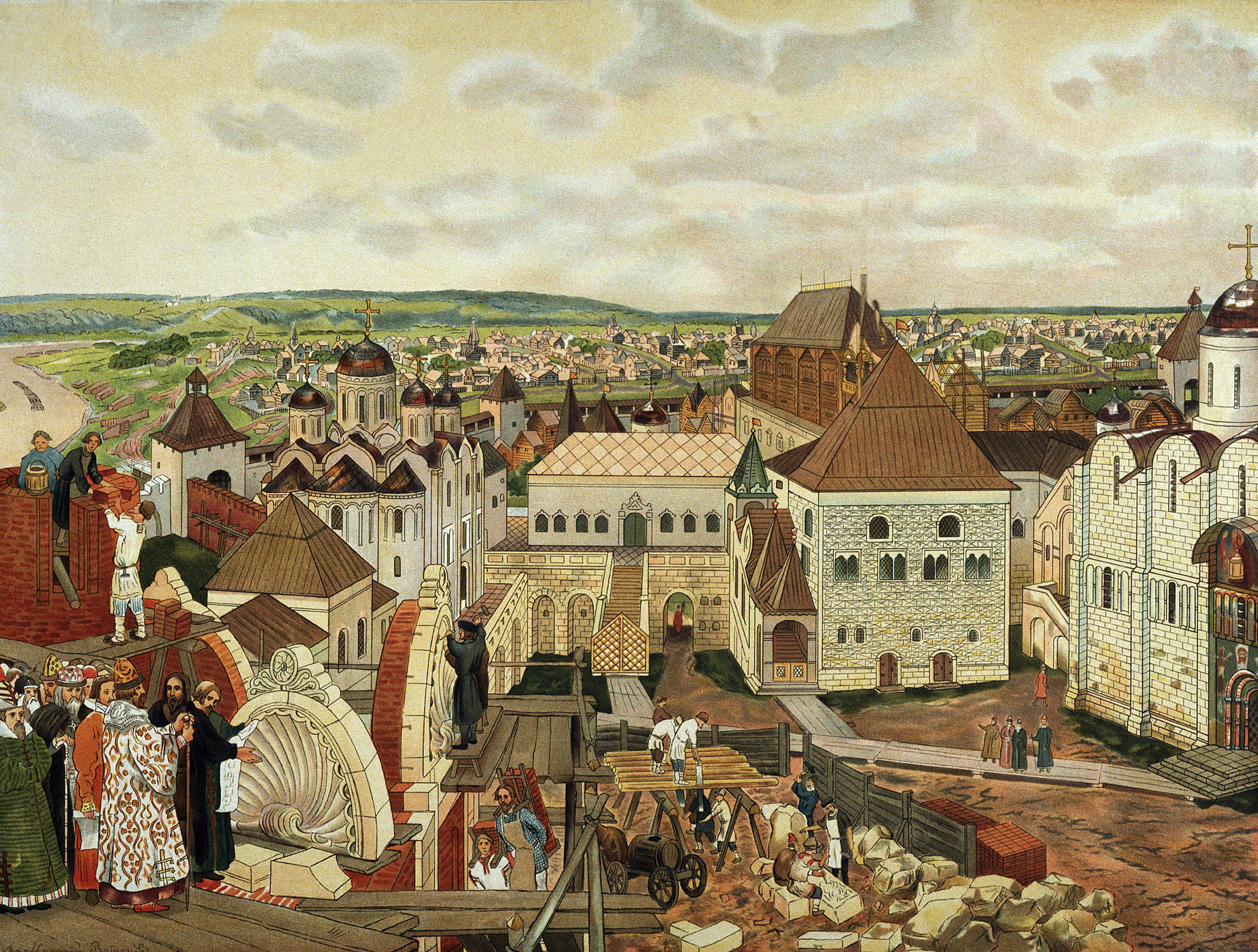
Il Palazzo delle Faccette dipinto da Apollinarij Vasnecov

Il palazzo venne commissionato nel 1487 dal Gran Principe Ivan il Grande come una delle prime costruzioni in pietra del Cremlino di Mosca, voluto dopo una serie di incendi che avevano devastato in breve tempo la fortezza, costruita per la maggior parte in legno.
La costruzione del Palazzo delle Faccette venne affidata a due architetti italiani, Marco Ruffo e Pietro Antonio Solari, che ebbero grande influenza sul complesso del Cremlino durante i loro anni di operato in Russia: in particolare, la gran parte delle torri delle mura esterne venne progettata dai due. Il palazzo venne concluso nel 1492 e divenne il principale scenario per l'organizzazione dei ricevimenti solenni degli zar, delle cerimonie di incoronazione, dei banchetti, degli atti pubblici e di tutte le cerimonie simili. Avvennero all'interno delle mura fatti storici particolarmente rilevanti: nel 1552, Ivan il Terribile vi commemorò per ben tre giorni la vittoria militare sul Khanato di Kazan'; nel 1709, fu la volta di Pietro il Grande a festeggiare la vittoria sulla Svezia nella Campagna di Poltava; nel 1721 venne commemorata la firma del Trattato di Nystad e la fine della Grande guerra del Nord.
Nel 1654, il Palazzo delle Faccette ospitò la riunione detta Zemskij sobor, dove fu decisa a posteriori l'annessione dall'Ucraina alla Russia, avvenuta nello stesso anno, della città ucraina di Pereiaslav-Khmelnytskyi, attraverso la stesura dell'omonimo Trattato di Pereyaslav.
Col trascorrere dei secoli, il Palazzo mantenne, fondamentalmente, la propria funzione di spazio dedicato a feste e convegni. In seguito ai ripetuti grandi incendi, fu diverse volte ridisegnato e ricostruito nel corso della sua storia. Anche ai nostri giorni, seppure con una frequenza estremamente rara, viene utilizzato per ospitare festeggiamenti, come quello organizzato nel 1994 per la visita della Regina Elisabetta II del Regno Unito.

## Architettura

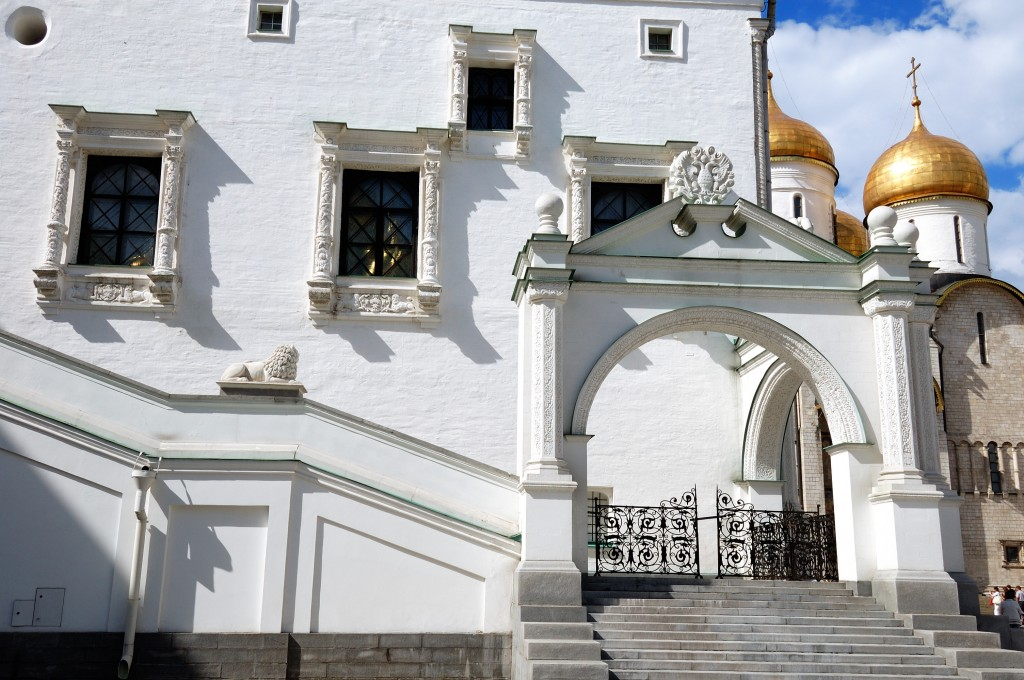
Vista parziale della scalinata esterna del Palazzo.

L'edificio, rettangolare, si distribuisce simmetricamente in relazione alle due file di finestre osservabili in facciata, elevandosi sopra un pian terreno destinato unicamente a funzioni di servizio. Il rivestimento di tutte e quattro le pareti esterne del palazzo è stato effettuato con pietra bianca, caratteristica che permette il riconoscimento tra i primi monumenti architettonici di Mosca in cui l'utilizzo di calcare bianco iniziava ad essere preferito alle costruzioni unicamente in legno. Le eponime faccette sono visibili esclusivamente sulla facciata est, rivolta verso la Piazza delle Cattedrali. All'estremità occidentale, il Palazzo è collegato al Gran Palazzo del Cremlino tramite il Salone di San Vladimiro.
Un altro dettaglio caratterizzante il palazzo è la scalinata esterna sulla facciata sud, decorata con sculture ritraenti leoni stilizzati e riportante, nella porzione inferiore, due portali decorativi, con arcate a tutto sesto, disposti perpendicolarmente l'un l'altro. Questa struttura ha sempre svolto da ingresso da cerimonia dell'edificio, ed è nota anche come il Bel Terrazzo (in russo Красное крыльцо?). Durante la realizzazione di grandi eventi (come le incoronazioni di zar e imperatori), gli zar si mostravano proprio sul Bel Terrazzo, dopo lo svolgimento della liturgia - accompagnati dalle massime cariche della vicina Cattedrale della Dormizione - per ricevere l'applauso del popolo.
Inoltre, questa veranda fece da scenario anche ad eventi meno celebrativi: durante la prima insurrezione Streltsy, nel 1682, gli impopolari boia vennero qui assassinati dai ribelli, impalati vivi. Durante l'epoca Sovietica, il Bel Terrazzo scomparve per diversi decenni, in quanto divenne un cantinato durante gli anni trenta del Novecento. Nel 1994, la cantina venne rimossa ed il terrazzo restaurato, come la sua scalinata.

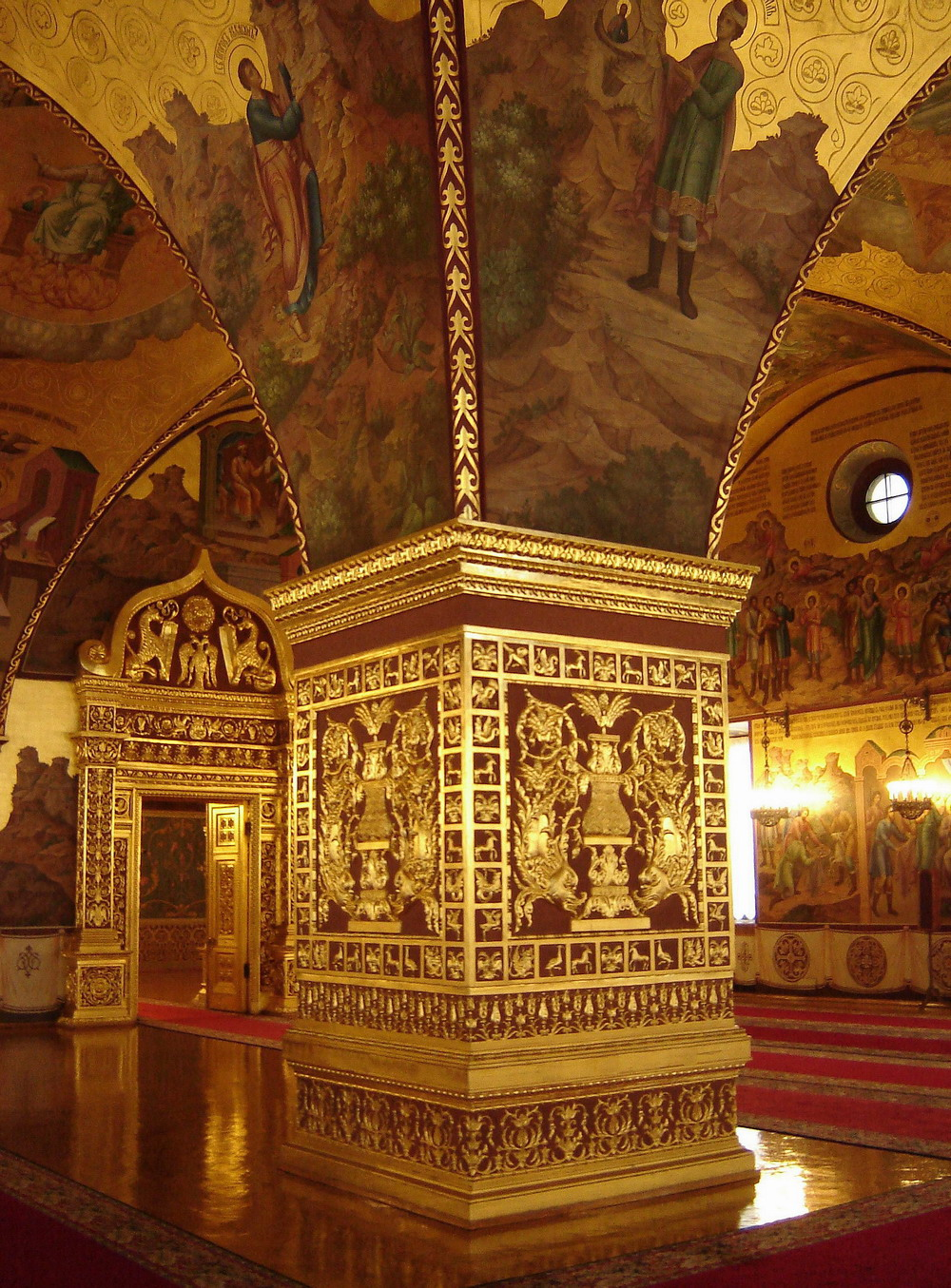
Il Salone delle Feste.

## Interni
L'interno del palazzo è composto da due zone cerimoniali: l'Atrio Sacro (in russo Святые сени?), concepito come vestibolo, ed il Salone delle Feste principale. Il primo deve il proprio nome al fatto che gli zar, durante la cerimonia di incoronazione, ricevevano in tale atrio i più alti dignitari della Chiesa ortodossa russa, i quali conferivano la propria benedizione. Particolarmente notabili nell'Atrio sono i tre portali dorati, riccamente decorati, che conducono al Salone delle Feste del proprio Palazzo delle Faccette, al Salone di San Vladimiro del Gran Palazzo del Cremlino ed al Palazzo Terem.
Il salone principale del Palazzo delle Faccette, di circa 500 m², si congiunge all'Atrio Sacro con la sua architettura particolarmente ornata, la cui ricchezza lo rende paragonabile ai saloni da cerimonia dell'edificio centrale del Gran Palazzo.
Il motivo della volta a crociera demarca gli spazi raggiungendo fino ai nove metri di altezza e posandosi su un enorme pilone centrale quadrangolare, i cui ornamenti, nella parte inferiore, ricordano il tema del portale di ingresso. La parte superiore del pilastro, così come le volte e le pareti, presenta elaborati affreschi inerenti alla storia della nazione e della chiesa russa. Esistevano ivi pitture murarie similari alle attuali già nel XVI secolo. Grazie al celebre pittore di icone Simon Ušakov, che documentò completamente le pitture esistenti al 1668, è stato possibile recuperare il loro aspetto originario. I disegni degli affreschi originari, scomparsi durante il XVIII secolo, furono finalmente ricreati dai pittori di icone di Palekh, su commissione dello zar Alessandro III.